# 九州・沖縄地方の重要文化財一覧
九州・沖縄地方の重要文化財一覧（きゅうしゅう・おきなわちほうのじゅうようぶんかざい いちらん）は、日本国の文化財保護法に基づき同国の文部科学大臣が指定した重要文化財（美術工芸品）の所有者別一覧である。

## 凡例

### 収録対象
- 本一覧の収録対象は、日本の文化財保護法第27条第1項に基づき文部科学大臣が指定した重要文化財のうち、「美術工芸品」に分類されるものである。重要文化財のうち「建造物」については、本一覧には収録していない。
- 当地域にある重要文化財建造物については、別項「九州・沖縄地方にある建造物の重要文化財一覧」を参照。
- ○印を付した物件は国宝である。なお、文化財保護法の規定では、国宝は重要文化財指定物件のうちから指定することとされている（同法第27条第2項）。
- 3件以上の重要文化財を有する社寺、博物館等で、ウィキペディア日本語版に記事があり、かつ、記事中に当該社寺、博物館等所有の文化財一覧が含まれている場合は、記事へのリンクのみを掲載した。これに該当する社寺、博物館等については、「一覧 (1)」に収録した。
- 日本国（文化庁）所有の考古資料のうち、出土地の地方公共団体によって保管・管理されているものについては、実際の保管先である都道府県の欄に記載した（例：「福岡県平原方形周溝墓出土品」は、文化庁の所在地である東京都の欄ではなく、保管先である福岡県の欄に記載）。ただし、個人コレクション等からの購入によって日本国（文化庁）所有となった考古資料については上記に該当しない。
- 所有者が宗教法人・公益法人以外の法人（株式会社等）である場合は、法人名を省略し、単に「法人」と表記した。ただし、当該法人がギャラリー、資料館等を開設し、自ら文化財の公開を行っている場合はこの限りでない。
- 所有者が個人である場合は、「個人」とのみ記した。ただし、刀剣類のうち、太平洋戦争終戦直後に連合国軍に提出し、以後の所在不明となっている物件については、「○○家旧蔵」と記した。
- 所有者の住所と文化財の保管場所とは必ずしも同一とは限らない。（例：三菱重工業所有の重要文化財「竪削盤」については、保管先は長崎市の長崎造船所史料館であるが、所有者である法人（三菱重工業）の住所は東京都港区である。）また、社寺、個人等所有の国宝・重要文化財については、国立・県立の博物館等に寄託されているものが多い。
- 文化庁の調査により「所在不明」とされている重要文化財については、「（所在不明）」と記し、旧所在地の都道府県の欄に収録した。[1]
- 本一覧では、個別の指定物件についての解説は行わない。ただし、「補遺」として収録した沖縄県の銅鐘については、特異な事例であるため若干の説明を付した。

### 典拠
- 2000年までの指定物件については文化庁編『国宝・重要文化財総合目録』（第一法規、1980）および『国宝・重要文化財大全 別巻』（所有者別総合目録・名称総索引・統計資料）（毎日新聞社、2000）を典拠とし、それ以降の新規指定、名称変更等については官報告示による。なお、所有者・所在場所の変更については、移動先の地方公共団体の文化財一覧、博物館の公式サイト等によって確認できる場合には、それを反映している。
- 個人所有物件については、原則的には『国宝・重要文化財大全 別巻』（所有者別総合目録・名称総索引・統計資料）に基づき、該当する都道府県の欄の最後に記載した。ただし、県境を越えての移動、個人から博物館等への所蔵先変更が、移動先の地方公共団体の文化財一覧、博物館の公式サイト等によって確認できる場合には、それを反映している。

## 福岡県

### 一覧 (1)
3件以上の重要文化財を有する社寺、博物館等で、ウィキペディア日本語版に記事があり、かつ、記事中に当該社寺、博物館等所有の文化財一覧が含まれているものについては、本欄に記載する。
以下の社寺、博物館等が所蔵する重要文化財については、リンク先の当該社寺、博物館等の項目を参照のこと。
観世音寺、九州国立博物館、承天寺、聖福寺、誓願寺、善導寺、太宰府天満宮、英彦山神宮、福岡市博物館、福岡市美術館、宗像大社

### 一覧 (2)
一覧 (1) に記載した以外の社寺等所有の文化財については以下に記載する。
日本国（文化庁）所有
- 福岡県栗田遺跡祭祀遺構出土土器 弥生時代（九州国立博物館、九州歴史資料館保管）
- ○福岡県平原方形周溝墓出土品（伊都国歴史博物館保管）
- 筑前吉武高木遺跡出土品 弥生時代（福岡市博物館保管）
- 福岡県小郡若山遺跡土坑出土品 弥生時代（小郡市埋蔵文化財調査センター保管）

福岡県（福岡県立アジア文化交流センター）（九州国立博物館保管）
- 銅戈鎔笵 福岡市多田羅字大牟田出土
- 銅釧鎔笵 福岡市多田羅字大牟田出土
- 鬼瓦 太宰府都府楼跡出土

福岡県（九州歴史資料館保管）
- 大宰府跡出土木簡 113点

九州大学 福岡市東区箱崎
- 大和物語 下（勝命本）
- 銅戈鎔笵 福岡県糸島郡怡土村三雲字鑓溝出土

福岡市　
- 福岡市美術館保管分は、同館の項を参照
- 福岡市博物館保管分は、同館の項を参照

福岡市（福岡市埋蔵文化財センター保管）　
- 福岡県博多遺跡群出土品
- 金錯銘大刀 福岡県元岡古墳群G群6号墳出土（附 伴出遺物287点）

田中丸コレクション 福岡市博多区博多駅南
- 藤原範光筆懐紙
- 絵唐津菖蒲文茶碗
- 青釉経筒 伝筑前四王寺阯経塚出土

 東長寺  福岡市博多区御供所　
- 木造千手観音立像

 萬行寺  福岡市博多区祇園町　
- 木造阿弥陀如来立像　快成作

 筥崎宮  福岡市東区箱崎　
- 石燈籠 観応元年銘

 志賀海神社  福岡市東区志賀島　
- 鍍金鐘（高麗鐘）

興徳寺 福岡市西区姪の浜
- 絹本著色大応国師像

 勝福寺  福岡市西区今津
- 絹本著色大覚禅師像 附 絹本著色夢窓国師像・絹本著色実山真禅師像

 西光寺  福岡市早良区内野　
- ○梵鐘 承和六年銘

 正覚寺  福岡市城南区東油山　
- 木造聖観音坐像

北九州市（北九州市立自然史・歴史博物館保管）
- 銅矛（弥生時代）

宮地嶽神社 福津市宮司元町
- ○宮地嶽古墳出土品- 明細は宮地嶽神社の項を参照。
- ○筑前国宮地嶽神社境内出土骨蔵器

宗像市（宗像市郷土文化学習交流館保管）
- 福岡県田熊石畑遺跡出土品（弥生時代）

稲元区 宗像市（管理団体：宗像大社）
- 滑石製経筒 仁平四年銘

鎮国寺 宗像市吉田
- 木造不動明王立像

興聖寺 宗像市田島（管理団体：宗像大社）
- 色定法師一筆一切経 4342巻

大悲王院（千如寺） 糸島市雷山
- 木造千手観音立像
- 木造清賀上人坐像

西林寺 糸島市志摩御床
- 木造阿弥陀如来坐像

浮嶽神社 糸島市二丈吉井
- 木造仏坐像（伝薬師如来）
- 木造地蔵菩薩立像
- 木造如来立像

熊野神社 春日市岡本
- 銅鉾鎔笵 福岡県筑紫郡春日村須玖出土

 戒壇院  太宰府市観世音寺　
- 木造盧舎那仏坐像

 筑前国分寺  太宰府市国分　
- 木造如来坐像（伝薬師如来）

筑紫野市（筑紫野市歴史博物館保管）
- 福岡県隈・西小田遺跡群出土品（弥生時代）

 普門院  朝倉市杷木志波　
- 木造十一面観音立像

南淋寺 朝倉市宮野
- 木造薬師如来坐像

円清寺 朝倉市杷木志波
- 銅鐘

宇美八幡宮 糟屋郡宇美町宇美
- 筑前国四王寺阯経塚群出土品

筑前町 朝倉郡筑前町
- 福岡県峯遺跡十号甕棺出土品

行橋市（行橋市歴史資料館保管）
- 福岡県稲童古墳群出土品

千手観音保存協会 豊前市挟間（管理団体豊前市）
- 木造千手観音立像

国玉神社 豊前市求菩提（管理団体福岡県）
- ○銅板法華経33枚・銅筥1合
- 豊前求菩提山経塚出土品

宇原神社 京都郡苅田町馬場
- 豊前国京都郡石塚山古墳出土品

鈴熊寺 築上郡吉富町鈴熊
- 木造薬師如来坐像

八幡古表神社 築上郡吉富町小犬丸
- 木造女神騎牛像

飯塚市（飯塚市歴史資料館保管）
- 立岩遺跡堀田甕棺群出土品

上町区・三日町区・五日町区 嘉麻市
- 華文刺縫陣羽織

桂川町 嘉穂郡桂川町
- 筑前国嘉穂郡王塚古墳出土品

長谷寺 鞍手郡鞍手町長谷
- 木造十一面観音立像

円清寺 鞍手郡鞍手町中山
- 木造不動明王二童子像

 高良大社  久留米市御井町　
- 平家物語（覚一本）

 梅林寺  久留米市京町　
- 絹本著色釈迦三尊像

無量寺 久留米市本町
- 木造阿弥陀如来立像

専念寺 久留米市草野町草野
- 木造阿弥陀如来立像

観興寺 久留米市山本町耳納
- 絹本著色観興寺縁起 2幅

玉垂神社 久留米市大善寺町宮本
- 絹本著色玉垂宮縁起 2幅

八女市（八女市岩戸山歴史文化交流館保管）
- 石人2点・石靱1点・石盾2点（附：石人等残欠57点）旧福岡県八女市岩戸山古墳所在
- 武装石人 福岡県鶴見山古墳出土

八幡神社 うきは市吉井町若宮
- 筑後国浮羽郡月岡古墳出土品

鷹尾神社・個人 柳川市大和町鷹ノ尾
- 鷹尾神社大宮司家文書（433通）18巻、130冊、242通、7綴、1枚、1隻[2][3]

立花財団 柳川市新外町（立花家史料館保管）
- ○短刀 銘吉光
- 剣 銘長光

立花財団 柳川市新外町（柳川古文書館保管）
- 大友家文書 290通（文書袋5口、矢根木型等3箇）

立花財団・福岡県（県立伝習館高等学校）（柳川古文書館保管）
- 立花家文書

立花家文書（9113通）119巻、591冊、9帖、15幅、7712通、305鋪、10綴、5枚、栁河藩立花家文書（5511通）3巻、1601冊、2083通、11鋪、4綴（附：柳河藩史17冊、旧柳河藩誌100冊）
みやま市
- 武装石人 福岡県三池郡高田町石神山古墳所在

広川町 八女郡広川町
- 武装石人 福岡県八女郡広川町石人山古墳所在

法人
- 短刀 無銘貞宗（名物池田貞宗）（所在不明）

個人
- 五条家文書 17巻（附 八幡大菩薩旗1幅）

個人
- 刀 銘備前国長船住左衛門尉藤原朝臣則光 於作州鷹取庄黒坂造 鷹取勘解由左衛門尉菅原朝臣泰佐打ス之 長祿三年己卯十二月十三日[4]
- 短刀 銘左 筑州住（1961年指定）

個人
- 太刀 銘備前国長船住景光 元弘四年二月日（所在不明）

個人
- 金光明最勝王経（巻第一伏見天皇宸翰）10帖

個人
- 青磁三足壺 太宰府市通古賀字立明寺出土（唐時代）（考古資料）

個人
- 太刀 銘備前国長船住義景（1954年指定）

## 佐賀県
日本国（文化庁）所有
- 佐賀県吉野ヶ里遺跡墳丘墓出土品（佐賀県立博物館保管）
- 佐賀県安永田遺跡出土鎔笵 弥生時代（佐賀県立博物館保管）
- 佐賀県柚比本村遺跡墳墓出土品 弥生時代（佐賀県立博物館保管）
- 銅矛 12口 佐賀県北茂安町（現・みやき町）検見谷出土（佐賀県立博物館保管）

佐賀県（佐賀県立博物館保管）
- 肥前唐津桜馬場出土品
- 佐賀県二塚山古墳出土品

佐賀県（佐賀県立九州陶磁文化館保管）
- 染付山水図輪花大鉢 伊万里
- 染付白鷺図三脚皿 鍋島

佐賀市（佐賀県立博物館保管）
- 石棺 佐賀市久保泉町熊本山古墳出土
- 佐賀県築山経塚出土瓦経 229枚（附：鉄刀子3口）

竜田寺 佐賀市久保泉町上和泉
- 木造普賢延命菩薩騎象像 康俊作、正中三年銘

與賀神社 佐賀市与賀町
- 太刀 銘康（以下不明、伝康光）

鍋島報效会 佐賀市松原
- ○催馬楽譜
- 東遊歌神楽歌
- 松浦山代家文書（66通）2巻
- 深堀家文書（386通）9巻
- 色絵山水竹鳥文輪花大皿 鍋島（附 色絵山水竹鳥文輪花大皿 景徳鎮）
- 色絵椿文大皿 鍋島 2枚

実相院 佐賀市大和町大字川上
- 金銅宝塔

健福寺 佐賀市大和町大字川上
- 銅鐘 建久七年銘

 與止日女神社  佐賀市大和町大字川上　
- 河上神社文書 14巻（247通）

高城寺 佐賀市大和町大字久池井
- 木造円鑑禅師坐像（附：像内納入品）

 鏡神社  唐津市鏡　
- 絹本著色楊柳観音像（高麗）

恵日寺 唐津市鏡
- 銅鐘（朝鮮鐘）大平六年銘

宇木区 唐津市宇木
- 肥前唐津宇木出土品

 田島神社  唐津市呼子町加部島　
- 太刀 銘備中国住人吉次

萬歳寺 鳥栖市河内町
- 絹本著色見心来復像（至正二十五年自賛及び張翥（上半分が「者」、下半分が「羽」）の賛（楊彜書））・絹本墨画淡彩以亨徳謙像（建久四年定巌浄戒賛）

武雄市（武雄市図書館・歴史資料館保管）
- 武雄鍋島家洋学関係資料

武雄神社 武雄市武雄町武雄
- 武雄神社文書（218通）25巻

広福護国禅寺 武雄市武雄町富岡
- 木造四天王立像

蓮厳院 鹿島市山浦大殿分
- 木造薬師如来坐像
- 木造阿弥陀如来坐像
- 木造阿弥陀如来坐像

常福寺 小城市牛津町上砥川	
- 木造薬師如来坐像
- 木造帝釈天立像

永寿寺 嬉野市嬉野町吉田
- 木造不動明王二童子像

 大興善寺  三養基郡基山町園部　
- 木造広目天・多聞天立像

東妙寺 神埼郡吉野ヶ里町田手
- 木造釈迦如来坐像
- 木造聖観音立像
- 梵網経 懐良親王筆
- 東妙寺幷妙法寺境内絵図1幅・東妙寺文書（32通）3巻

東光寺 東松浦郡玄海町有浦下
- 木造薬師如来坐像

松原神社（現・佐嘉神社） 佐賀市松原
- 太刀 銘来国光（第二次大戦後、連合国軍側に提出）
- 脇指 銘国広鎌倉住人 文保二秊二月日（第二次大戦後、連合国軍側に提出）

## 長崎県

### 一覧 (1)
3件以上の重要文化財を有する社寺、博物館等で、ウィキペディア日本語版に記事があり、かつ、記事中に当該社寺、博物館等所有の文化財一覧が含まれているものについては、本欄に記載する。
以下の社寺、博物館等が所蔵する重要文化財については、リンク先の当該社寺、博物館等の項目を参照のこと。
- 多久頭魂神社
- 長崎歴史文化博物館

### 一覧 (2)
一覧 (1) に記載した以外の社寺等所有の文化財については以下に記載する。
長崎県
- 長崎歴史文化博物館保管分は同館の項を参照

長崎県（長崎県立対馬歴史民俗資料館保管）
- 小田家文書（48通）1巻
- 対馬宗家関係資料 51,946点

長崎市（シーボルト記念館保管）
- フィリップ・フランツ・フォン・シーボルト関係資料

 崇福寺  長崎市鍛冶屋町
- 絹本著色仏涅槃図 呉彬筆

清水寺 長崎市鍛冶屋町
- 絹本著色不動明王三童子像

カトリック長崎大司教区 長崎市上野町
- 珠冠のまぬある（吉利支丹版長崎刊 慶長十二年）

 観音寺  長崎市脇岬町
- 木造千手観音立像

三菱重工業（株）（長崎市 長崎造船所史料館保管）法人所在地：東京都港区港南
- 竪削盤 1856年オランダ製

佐世保市（佐世保市博物館島瀬美術センター保管）
- 長崎県泉福寺洞窟出土品（旧石器 - 縄文時代）
- 長崎県福井洞窟出土品[5][6]

 亀岡神社  平戸市岩の上町
- 鐶頭大刀 無銘 拵付 1口 附 大刀図1通

 最教寺  平戸市岩の上町
- 絹本著色仏涅槃図

 松浦史料博物館  平戸市鏡川町　
- 紺糸威肩白赤胴丸 兜・大袖付

 明星院  五島市吉田町　
- 銅造如来立像

極楽寺 南松浦郡新上五島町若松郷
- 銅造如来立像（新羅統一時代）

壱岐市（壱岐市立一支国博物館保管）
- 長崎県笹塚古墳出土品
- 長崎県双六古墳出土品
- 長崎県原の辻遺跡出土品（弥生時代）

 安国寺  壱岐市芦辺町深江栄触
- 高麗版大般若経 219帖（附:写本372帖）

対馬市（対馬市歴史民俗資料館保管）
- 梵鐘 応仁三年銘

対馬市（対馬市峰町歴史民俗資料館保管）
- 長崎県佐賀貝塚出土品

長松寺 対馬市上対馬町琴
- 高麗版大般若経 586帖（附：補写経並版経13帖）

黒瀬観音堂 対馬市美津島町黒瀬
- 銅造如来坐像（新羅統一時代）

 海神神社  対馬市峰町木坂　
- 銅造如来立像

金剛院 対馬市厳原町豆酘
- 高麗版大般若経 165帖

個人
- 朝鮮国告身 3通

個人
- 太刀 銘波平家安（所在不明）

個人
- ヱーセルテレカラフ（送信機、受信機）

神島神社　北松浦郡小値賀町前方郷
- 鐶頭大刀（第二次大戦後、連合国軍側に提出）

## 熊本県

### 一覧 (1)
3件以上の重要文化財を有する社寺、博物館等で、ウィキペディア日本語版に記事があり、かつ、記事中に当該社寺、博物館等所有の文化財一覧が含まれているものについては、本欄に記載する。
以下の社寺、博物館等が所蔵する重要文化財については、リンク先の当該社寺、博物館等の項目を参照のこと。
- 廣福寺
- 本妙寺

### 一覧 (2)
一覧 (1) に記載した以外の社寺等所有の文化財については以下に記載する。
熊本県（熊本県立美術館保管）
- 肥後阿蘇氏浜御所跡出土品
- 巴螺鈿鞍[7]

熊本大学
- 阿蘇家文書（304通）34巻（附：阿蘇家文書写36冊）

熊本市（熊本市塚原歴史民俗資料館保管）
- 台付舟形土器　熊本県下益城郡城南町宮地出土

報恩寺 熊本市中央区坪井
- 木造十一面観音立像（附 像内納入品）

 藤崎八旛宮  熊本市中央区井川淵町　
- 木造僧形八幡神坐像・女神坐像

 雲巌禅寺  熊本市西区松尾町平山
- 木造東陵永璵禅師倚像

大慈寺 熊本市南区野田
- 梵鐘 弘安十年銘
- 寒巌義尹文書

松井文庫 八代市北の丸町
- 刀 無銘 伝雲生
- 平石如砥墨蹟 与竺芳祖裔偈 至正九祀己丑秋

明言院 八代市興善寺町
- 木造毘沙門天立像

 医王寺  八代市袋町　
- 木造薬師如来立像

願成寺 人吉市願成寺町
- 木造阿弥陀如来坐像

宇土市
- 肥後向野田古墳出土品

 塔福寺  宇城市小川町東海東　
- 竹崎季長寄進状并置文（2通）1巻

豊野神社 宇城市豊野町上郷
- 浄水寺碑 4基（附 天保二年修理記念碑）（所在地：宇城市豊野町下郷）

菊池神社 菊池市隈府
- 絹本著色菊池能運像
- 菊池神社文書4巻（41通）

山鹿市
- 熊本県方保田東原遺跡出土品（山鹿市出土文化財管理センター保管）

天草市ほか
- 天草四郎時貞関係資料（4点のうち指物のみ天草キリシタン館保管、他3点は所在不明[8]）
  - 綸子地著色聖体秘蹟図指物
  - 奥村権丞書状
  - 鍋島藩老職連署所持許可状
  - 原城攻略図

西巌殿寺 阿蘇市黒川
- 紺紙金泥般若心経 1巻 後奈良院宸翰（附:従三位惟豊添状）
- 仏舎利渡状懐良親王筆 天授元年

 満願寺  阿蘇郡南小国町万願寺
- 絹本著色伝北条時定像・伝北条時宗像

福城寺 下益城郡美里町甲佐平
- 木造釈迦如来立像

青蓮寺 球磨郡多良木町黒肥地
- 木造阿弥陀如来及両脇侍立像 勢至菩薩に永仁三年、院玄作の銘

あさぎり町 球磨郡あさぎり町
- 肥後国球磨郡免田才園古墳出土品

荒茂毘沙門堂管理組合 球磨郡あさぎり町深田北
- 木造二天王立像（うち1躯久安三年銘）・木造毘沙門天立像（久寿三年仏師僧経助等の銘）

明導寺（城泉寺） 球磨郡湯前町瀬戸口
- 木造阿弥陀如来及両脇侍像

高寺院 球磨郡山江村山田甲
- 木造毘沙門天立像
- 木造毘沙門天立像

 阿蘇神社  阿蘇市一の宮町宮地　
- 太刀 銘長光（第二次大戦後、連合国軍側に提出）
- 牡丹造短刀 （第二次大戦後、連合国軍側に提出）

阿蘇家旧蔵
- 太刀 銘来国俊 永仁五年三月一日（第二次大戦後、連合国軍側に提出）

## 大分県

### 一覧 (1)
3件以上の重要文化財を有する社寺、博物館等で、ウィキペディア日本語版に記事があり、かつ、記事中に当該社寺、博物館等所有の文化財一覧が含まれているものについては、本欄に記載する。
以下の社寺、博物館等が所蔵する重要文化財については、リンク先の当該社寺、博物館等の項目を参照のこと。
以下の社寺が所蔵する重要文化財については、当該社寺の項目を参照のこと。
- 宇佐神宮
- 真木大堂
- 柞原八幡宮
- 龍岩寺

### 一覧 (2)
一覧 (1) に記載した以外の社寺等所有の文化財については以下に記載する。
大分県（大分県立歴史博物館保管）
- 大分県免ヶ平古墳出土品

大分県（大分県立美術館保管）
- 紙本淡彩稲川舟遊図 田能村竹田筆

大分県（大分県立埋蔵文化財センター保管）
- 大分県府内大友氏遺跡出土品

大分市（大分市歴史資料館保管）
- 綾本著色法華経絵（旧宇佐八幡神輿障子絵）四曲一双

大分市（大分市美術館保管）
- 田能村竹田関係資料

金剛宝戒寺 大分市上野丘
- 木造大日如来坐像 文保二年康俊作

大山寺 大分市八幡
- 木造普賢延命菩薩坐像

 永福寺  別府市風呂本
- 紙本著色遊行上人絵伝 1巻（巻第七）

長谷寺 中津市三光西秣（中津市歴史博物館保管）
- 銅造観音菩薩立像 壬寅年銘

羅漢寺 中津市本耶馬溪町跡田
- 羅漢寺石仏

日田市（大分県立歴史博物館保管）
- 大分県吹上遺跡出土品（弥生時代）

永興寺 日田市城町
- 木造十一面観音立像
- 木造兜跋毘沙門天立像
- 木造毘沙門天立像
- 木造毘沙門天立像
- 木造四天王立像 持国天・多聞天に元亨元年康俊作銘

臼杵市
- ○臼杵磨崖仏

臼杵神社 臼杵市稲田
- 石甲 大分県臼杵市臼塚古墳所在

中川神社 竹田市拝田原
- 銅鐘（1612年銘）

豊後高田市（鬼会の里保管）
- 木造阿弥陀如来立像

豊後高田市
- 熊野磨崖仏

富貴寺 豊後高田市田染蕗
- 木造阿弥陀如来坐像
- 大堂壁画 - 明細は富貴寺の項を参照。

長安寺 豊後高田市加礼川
- 木造太郎天及び両脇侍立像
- 銅板法華経19枚 （附 銅筥板4枚）

 奈多宮  杵築市奈多
- 木造僧形八幡神坐像（1躯）・ 木造女神坐像（2躯）

小武寺 杵築市山香町小武
- 木造倶利伽羅竜剣（彫刻）

大楽寺 宇佐市南宇佐
- 木造弥勒仏及び両脇侍像
- 木造四天王立像

大善寺 宇佐市南宇佐
- 木造薬師如来坐像（弥勒寺金堂旧本尊）

個人（管理団体：宇佐神宮）
- 宇佐宮神領大鏡

個人（管理団体：宇佐神宮）
- ○孔雀文磬 承元三年銘

天福寺 宇佐市黒
- 塑造三尊仏像残欠 3躯

龍祥寺 由布市挟間町挟間
- 絹本著色放牛光林像 石室善玖賛

 安国寺  国東市国東町安国寺　
- 木造足利尊氏坐像

 泉福寺  国東市国東町横手
- 宋版宏智録 6冊

 神角寺  豊後大野市朝地町鳥田
- 木造金剛力士立像

豊後大野市
- 菅尾磨崖仏

個人（国東市 三浦梅園資料館保管）
- 三浦梅園遺稿

個人
- 紙本著色三十六歌仙切（兼輔）佐竹家伝来

個人
- 刀 無銘 義弘（名物豊前江）（所在不明）

## 宮崎県
宮崎市（宮崎市生目の杜遊古館保管）
- 宮崎県下北方五号地下式横穴墓出土品[5][6]

王楽寺 宮崎市瓜生野
- 木造薬師如来及両脇侍像

大光寺 宮崎市佐土原町上田島
- 木造騎獅文殊菩薩及脇侍像 5躯 貞和四年、法眼康俊銘（附:天蓋）
- 乾峯士曇墨蹟 6種
- 木造乾峯士曇坐像、木造岳翁長甫坐像

生目神社 宮崎市生目
- 木造神王面

西都市
- 銅印「児湯郡印」

都城市（都城島津邸保管）
- 紺糸威紫白肩裾胴丸 大袖付
- 朝鮮国書

えびの市（えびの市歴史民俗資料館保管）
- 宮崎県島内地下式横穴墓群出土品（古墳時代）

 高千穂神社  西臼杵郡高千穂町三田井
- 鉄造狛犬
- 木造神像二軀（男神坐像1、女神坐像1）[5][6]

万福寺 東諸県郡国富町本庄
- 木造阿弥陀如来及両脇侍像 阿弥陀像に寛喜四年、大仏師僧聖賢の銘

## 鹿児島県

### 一覧 (1)
3件以上の重要文化財を有する社寺、博物館等で、ウィキペディア日本語版に記事があり、かつ、記事中に当該社寺、博物館等所有の文化財一覧が含まれているものについては、本欄に記載する。
以下の社寺、博物館等が所蔵する重要文化財については、リンク先の当該社寺、博物館等の項目を参照のこと。
- 鹿児島神宮
- 尚古集成館（所有者は島津興業）
- 新田神社

### 一覧 (2)
一覧 (1) に記載した以外の社寺等所有の文化財については以下に記載する。
鹿児島県（上野原縄文の森保管）
- 鹿児島県上野原遺跡出土品（縄文時代）

鹿児島県（鹿児島県立埋蔵文化財センター保管）
- 鹿児島県前原遺跡出土品（縄文時代）
- 鹿児島県三角山遺跡出土品（縄文時代）

鹿児島県（鹿児島県歴史資料センター黎明館保管）
- 大久保利通関係資料
- 鹿児島県広田遺跡出土品（弥生・古墳時代）

 照国神社  鹿児島市照国町　
- ○太刀銘国宗

鶴嶺神社 鹿児島市吉野町
- 太刀　銘備前国住雲次
- 赤糸威大鎧　兜・大袖、杏葉付

 蒲生八幡神社  姶良市蒲生町上久徳
- 銅鏡 秋草双雀文様

薩摩川内市（薩摩川内市川内歴史資料館保管）
- 船大工樗木家関係資料

龍巌寺 南さつま市坊津町坊
- 絹本著色八相涅槃図

 枚聞神社  指宿市開聞十町
- 松梅蒔絵櫛笥（内容品・目録共）

 安楽山宮神社  志布志市志布志町安楽　
- 銅鏡 唐草鴛鴦文様

都万神社 曽於郡大崎町仮宿
- 銅鏡（籬に菊双雀文様）

南種子町 熊毛郡南種子町
- 鹿児島県広田遺跡出土品（弥生・古墳時代）

奄美市 （奄美市立奄美博物館保管） 
- 鹿児島県小湊フワガネク遺跡出土品（古墳時代）

宮坂神社 揖宿郡喜入村中名（現・鹿児島市喜入町）
- 刀 銘主馬首一平安代云々（第二次大戦後、連合国軍側に提出）

## 沖縄県
沖縄県（沖縄県立博物館・美術館保管）　
- 銅鐘（旧首里城正殿鐘）
- 梵鐘3口（旧円覚寺仏殿前鐘、旧円覚寺仏殿中鐘、旧円覚寺楼鐘）
- おもろさうし
- 混効験集
- 中山世鑑6冊・蔡鐸本中山世譜7冊・蔡温本中山世譜12冊[5][6]
- 明孝宗勅諭（琉球国中山王尚真宛、成化二十三年）

沖縄県（沖縄県立図書館 / 沖縄県立博物館・美術館保管）
- 琉球国之図1巻・間切図7枚

沖縄県（沖縄県立埋蔵文化財センター保管）
- 沖縄県首里城京の内跡出土陶磁器 518点

沖縄県（沖縄県立芸術大学保管）
- 琉球芸術調査写真 鎌倉芳太郎撮影（ガラス原板1,268枚、紙焼付写真851枚、附 調査記録81冊）

沖縄県（沖縄県立博物館・美術館、沖縄県立埋蔵文化財センター保管）
- 琉球国時代石碑 25基

那覇市（那覇市歴史博物館保管）
- ○琉球国王尚家関係資料 工芸品85点、文書・記録類1,207点、附：文書箱1合[9][3]

南城市
- 沖縄県斎場御嶽出土品

石垣市（石垣市立八重山博物館保管）
- 八重山蔵元絵師画稿類（宮良安宣旧蔵） 90点

個人
- 田名家文書 3巻（附：家譜1冊）

個人
- 伊江御殿家関係資料 146点（那覇市歴史博物館保管）

## 補遺
波上宮 那覇市
- 銅鐘 顕徳三年銘

上記銅鐘は太平洋戦争時に焼失した物件（竜頭部分のみ現存）であるが、戦後刊行の文化財目録・図録類においても指定物件として収録され、『国宝・重要文化財大全』にも収録されている。なお、本物件は、太平洋戦争終結以前に重要文化財（旧国宝）に指定されていた美術工芸品のうち、沖縄県に所在した唯一のものである。

## 関連文献
- 文部省宗教局保存課編・刊行『国宝（宝物類）目録』、1940（参照：）
- 文化財保護委員会編・刊行『重要文化財目録 美術工芸品』、1952
- 文化財保護委員会編・刊行『指定文化財総合目録 昭和33年版（美術工芸品扁）』、1958
- 文化財保護委員会編・刊行『指定文化財総合目録 昭和43年版（美術工芸品扁）』、1968
- 文化庁編『国宝・重要文化財総合目録（美術工芸品編）』、1980、第一法規
- 文化庁監修『重要文化財』（全31巻別巻2巻）、毎日新聞社、1972-1982
- 文化庁監修『国宝・重要文化財大全』（全12巻別巻1巻）、毎日新聞社、1997-2000